# Palazzo del Principe (Castiglione delle Stiviere)
Palazzo del Principe è un edificio storico di Castiglione delle Stiviere, in provincia di Mantova.

## Storia e descrizione
Sorge sotto la collina che ospita il castello dei Gonzaga e venne probabilmente edificato nel XV secolo su un tratto del decumano romano, corrispondente alla attuale via Pretorio, dall'architetto della corte gonzaghesca di Mantova Luca Fancelli. Venne destinato inizialmente ad ospitare il vicario dei Gonzaga a Castiglione. Nel XVII secolo subì un ampliamento ad opera del marchese Francesco Gonzaga, che ne fece la sua residenza cittadina.
Subì una ristrutturazione nella seconda metà del Settecento da parte del governo austriaco, che lo utilizzò a uffici giudiziari con annesse prigioni.
Agli inizi del 1800 alcuni locali vennero incorporati nel costruendo Teatro Sociale, inaugurato il 12 ottobre 1843.
Nel fabbricato più antico sono visibili ancora oggi tracce di affreschi, mentre all'interno sono presenti affreschi di scuola mantegnesca.

## Galleria d'immagini

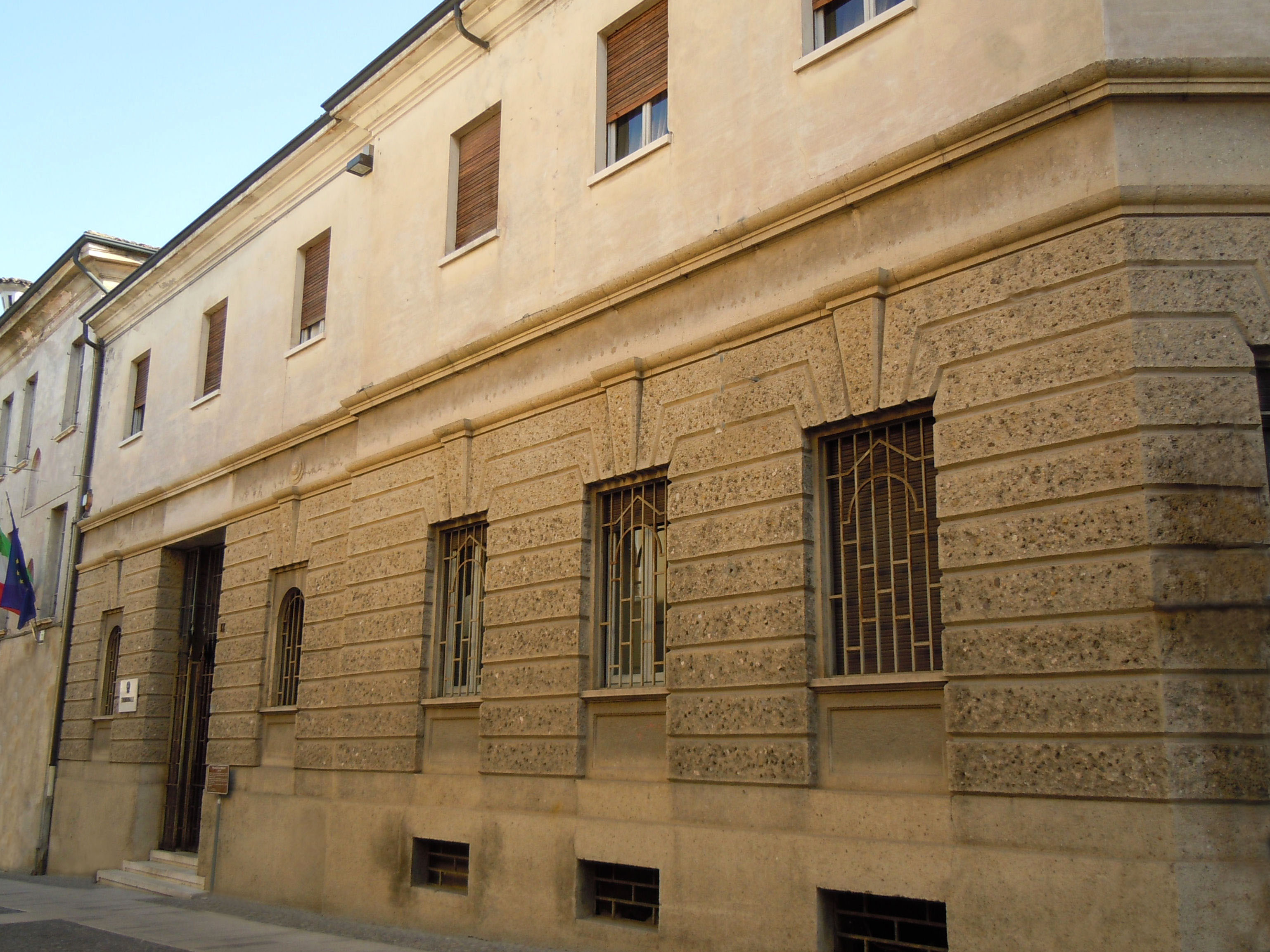
Palazzo del Principe (dopo il restauro)
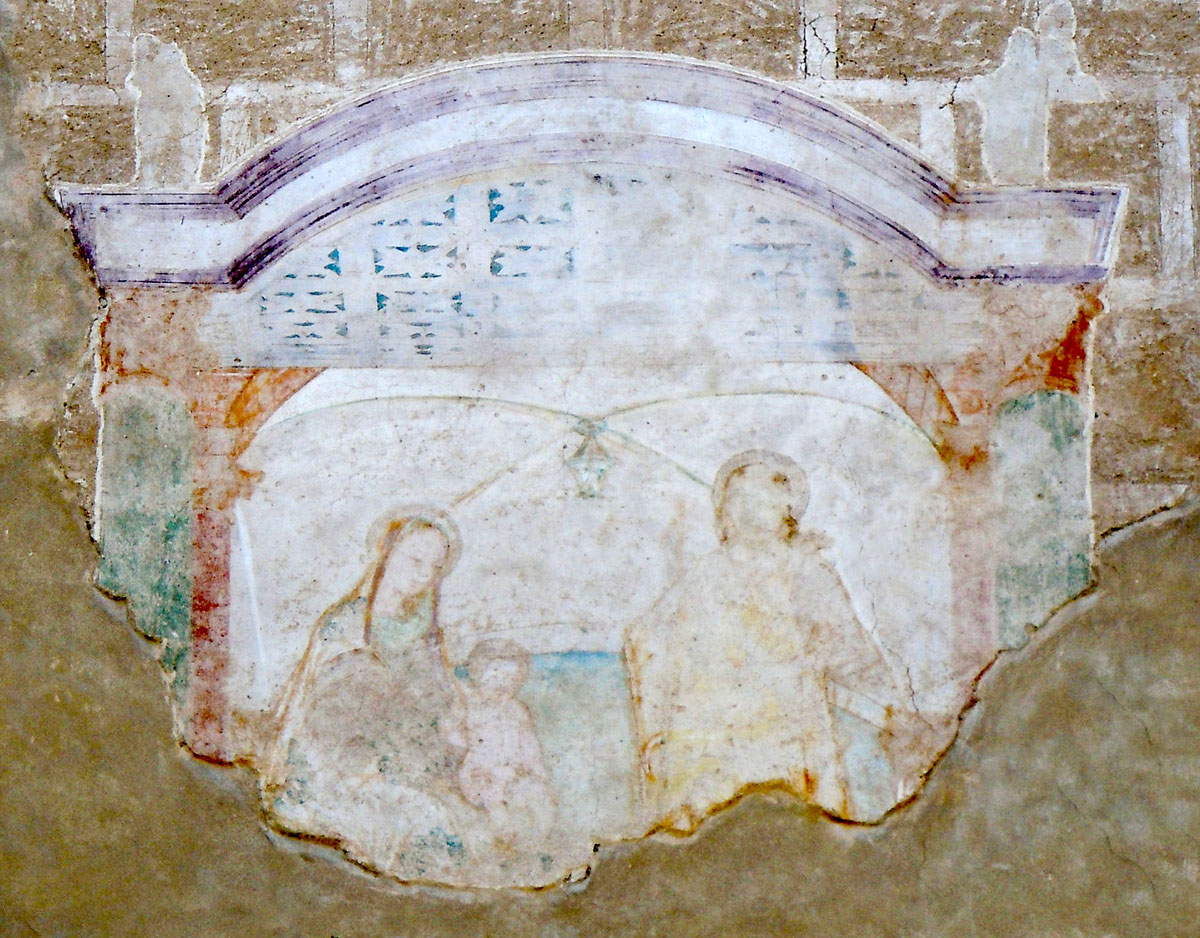
Affresco su Palazzo del Principe